# 山下明男
山下 明男（やました あきお、1961年10月23日 - ）は、日本の実業家、投資家。フォートレス・インベストメント・グループ日本代表。ビレッジハウス・マネジメント会長、レオパレス21取締役、アコーディアゴルフ取締役、そごう・西武取締役。

## 人物・経歴
京都府京都市生まれ。1984年に一橋大学経済学部を卒業し、日本開発銀行に入行し、ハーヴァード大学ケネディスクール修士課程修了、公共経営修士。科学技術庁出向、日本政策投資銀行プロジェクトファイナンス部次長等を経て、2006年モルガン・スタンレー証券入社。
2008年フォートレス・リアル・エステート・アジア マネージング・ディレクター。2013年からはフォートレス・インベストメント・グループ在日代表を務め、シェラトン・グランデ・トーキョーベイ・ホテルの買収などを進めた。2018年フォートレス・バリュー・プロパティーズ代表取締役。
ビレッジハウス・マネジメント会長なども兼務し、2021年からレオパレス21取締役。2022年PJC Investments取締役。同年アコーディア・ゴルフを買収し、同社取締役に就任。2023年そごう・西武を買収し、同社取締役に就任。明治大学大学院グローバル・ビジネス研究科兼任講師なども務めた。

## 著作

### 編書
- 『社会投資ファンド―PFIを超えて』（西村清彦と共編）有斐閣 2004年

### 訳書
- マリオン・ウェザーヘッド著『企業価値創造の不動産戦略』（刈屋武昭監訳, 板倉正俊, 重松伸三郎 ,堀口紀美夫と共訳）東洋経済新報社 2005年